# Ohio Bobcats

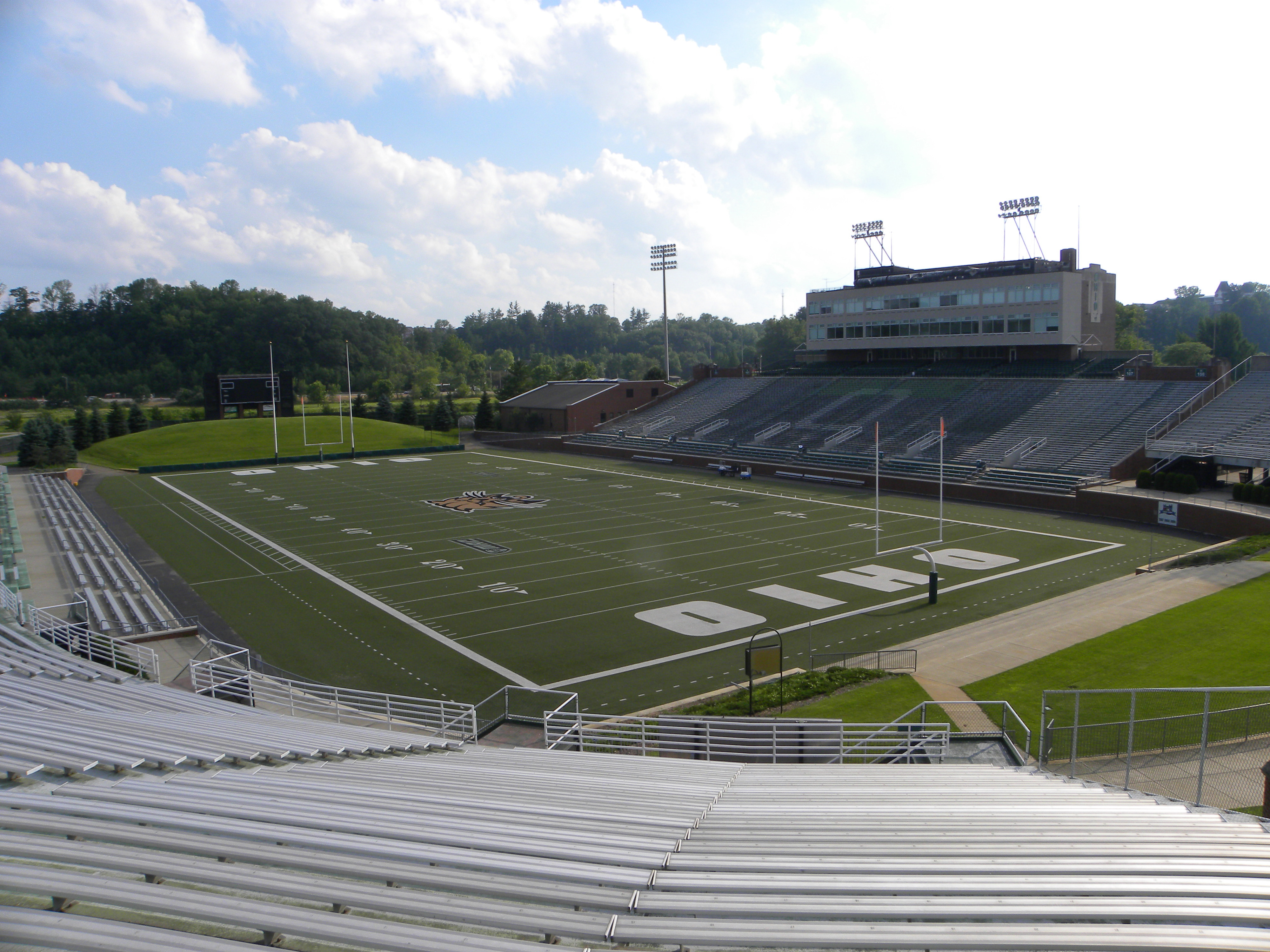
Peden Stadium.

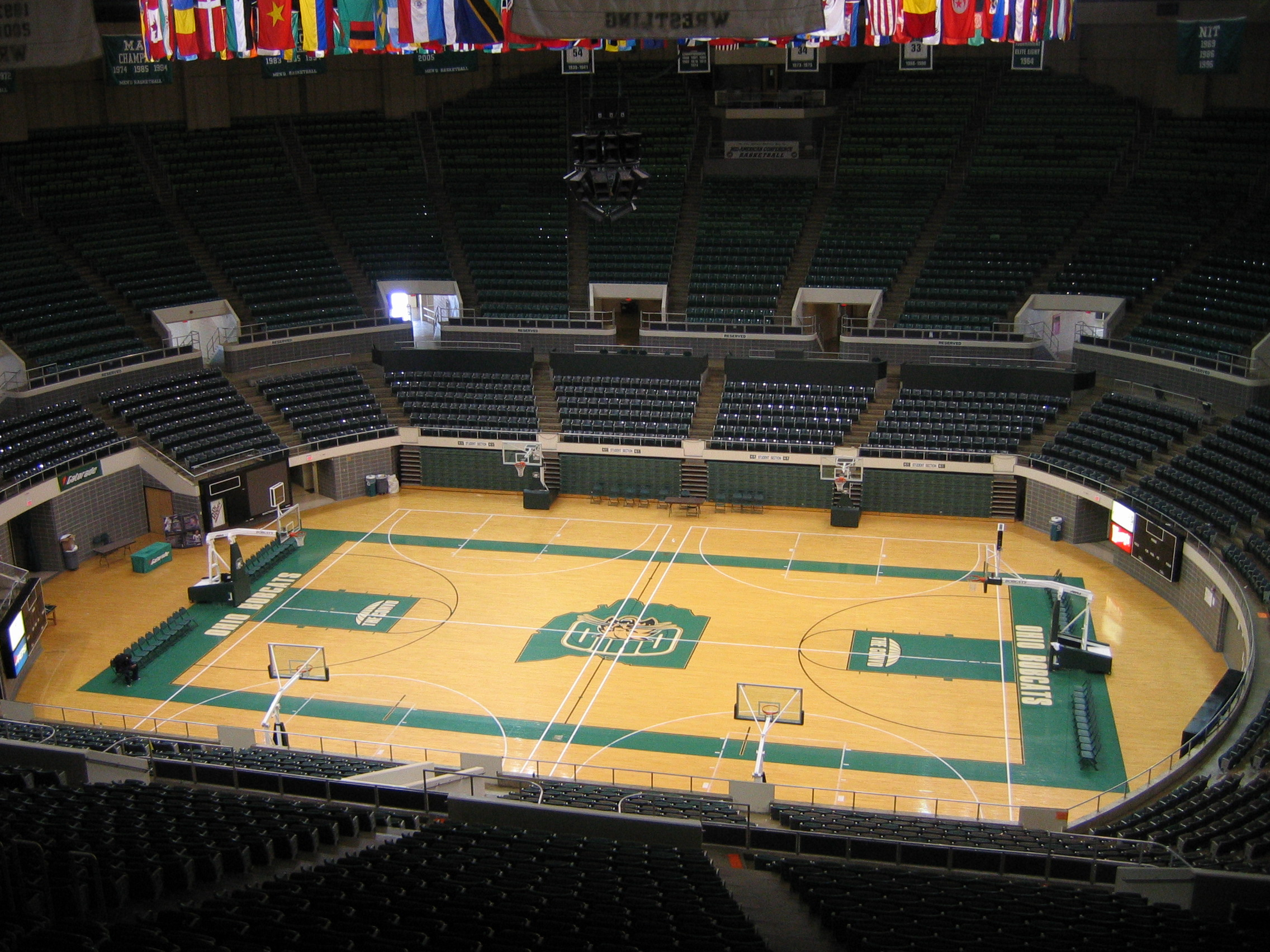
Convocation Center.

Ohio Bobcats (español: Linces de Ohio) es el equipo deportivo de la Universidad de Ohio, situada en el estado del mismo nombre, en la localidad de Athens. Los equipos de los Bobcats participan en las competiciones universitarias de la NCAA, y forman parte de la Mid-American Conference. Es el único equipo que queda de los cinco miembros originales de la conferencia, fundada en 1946.

## Programa deportivo
Los Bobocats compiten con 7 equipos masculinos y 10 femeninos en los torneos organizados por la NCAA. Son los siguientes:
| - Masculinos - Béisbol - Baloncesto - Natación - Fútbol americano - Cross - Golf - Lucha libre | - Femeninos - Baloncesto - Softball - Fútbol - Lacrosse - Natación - Atletismo - Voleibol - Golf - Hockey sobre hierba - Cross |

### Fútbol americano
La larga tradición el fútbol americano en la Universidad de Ohio comienza en 1894, cuando perdieron en el primer partido de su historia ante Marietta College por 0-8. Desde ese día, los bobcats han conseguido 5 títulos de conferencia, en los años 1929, 1930, 1931, 1935, 1936 y 1938, y han jugado 3 partidos bowl, perdiendo todos ellos. Un total de 33 jugadores han llegado a la NFL.

### Baloncesto
El primer partido de baloncesto de los Bobcats sucedió en 1907, y en estos 100 años de historia han conseguido un porcentaje de victorias del 56,5%. Han ganado 4 títulos de conferencia, en los años 1983, 1985, 1994 y 2005, y en 9 ocasiones acabaron primeros en la liga regular. Además, han acudido en 11 ocasiones a la fase final del torneo de la NCAA, siendo el segundo mejor equipo de la conferencia en este aspecto. 9 jugadores han llegado a formar parte de algún equipo de la NBA, siendo el más destacado Gary Trent, que disputó 9 temporadas como profesional.

### Béisbol
El equipo de béisbol ha ganado en 14 ocasiones la liga regular de la conferencia, más que ningún otro equipo de la MAC, ganando el torneo de la misma en 1997. En 1970 disputaron sus hasta ahora únicas World Series universitarias.